# Solo 2.0
Solo 2.0 — дебютный полноформатный студийный альбом итальянского автора исполнителя Марко Менгони, выпущенный 27 сентября 2011 года на лейбле Sony Music.

## Об альбоме
С 22 сентября 2011 года на сайте итальянского MTV  альбом был выложен для свободного прослушивания. Также 22 сентября, в Милане, состоялась презентация альбома для журналистов и критиков, а 26 сентября в миланском музыкальном магазине La Feltinelli — презентация для публики.
Кроме того, все обладатели оригинальных дисков, с помощью кодов из буклетов, смогут скачать интерактивную комикс-историю Solo, которая предшествовала выходу альбома и, по словам Марко, представляет с альбомом единое целое.

## Список композиций
| №   | Название                 | Автор(ы)                                                                      | Длительность |
| --- | ------------------------ | ----------------------------------------------------------------------------- | ------------ |
| 1.  | «Solo (Vuelta Al Ruedo)» | M. Mengoni, P. Calabrese, M. Calabrese, S. Fabiani, S. Calabrese              | 4:26         |
| 2.  | «Un Gioco Sporco»        | M. Mengoni, P. Calabrese, M. Calabrese, S. Fabiani, S. Calabrese              | 3:50         |
| 3.  | «Tanto il resto cambia»  | M. Mengoni, P. Calabrese, M. Calabrese, S. Fabiani, S. Calabrese              | 3:58         |
| 4.  | «Searching»              | M. Mengoni, P. Calabrese, M. Calabrese, S. Fabiani, S. Calabrese, Eric Daniel | 3:29         |
| 5.  | «Uranio 22»              | M. Mengoni, P. Calabrese, M. Calabrese, S. Fabiani, S. Calabrese              | 3:23         |
| 6.  | «Come ti senti»          | M. Mengoni, P. Calabrese, M. Calabrese, S. Fabiani, S. Calabrese              | 3:51         |
| 7.  | «L'equilibrista»         | M. Mengoni, P. Calabrese, M. Calabrese, S. Fabiani, S. Calabrese              | 4:10         |
| 8.  | «Mangialanima»           | G. Byrne, J. Duglio, J. Fortis, Dente                                         | 3:38         |
| 9.  | «Un finale diverso»      | Neffa, M. Mengoni, P. Calabrese, M. Calabrese, S. Fabiani, S. Calabrese       | 3:30         |
| 10. | «Tonight»                | M. Mengoni, P. Calabrese, M. Calabrese, S. Fabiani, S. Calabrese, Eric Daniel | 2:52         |
| 11. | «Dall'inferno»           | M. Mengoni, P. Calabrese, M. Calabrese, S. Fabiani, S. Calabrese              | 4:01         |
| 12. | «Solo (Bolero)»          | M. Mengoni, P. Calabrese, M. Calabrese, S. Fabiani, S. Calabrese              | 2:43         |

| №   | Название                       | Автор(ы)                                                         | Длительность |
| --- | ------------------------------ | ---------------------------------------------------------------- | ------------ |
| 13. | «Un gioco sporco (A cappella)» | M. Mengoni, P. Calabrese, M. Calabrese, S. Fabiani, S. Calabrese | 3:52         |

## Участники записи
- Марко Менгони — вокал
- Piero Calabrese — клавишные, программирование
- Stefano Calabrese —  гитара, программирование
- Peter Cornacchia — гитара
- Giovanni Pallotti — бас-гитара
- Davide Sollazzi — ударные, перкуссия
- Massimo Calbrese — бас-гитара (в «Solo»), перкуссия
- Davide Rossi — скрипка
- Cluster — хор (в «Un gioco sporco (A cappella)»)
- Fabio Gurian — дирижёр

## Турне в поддержку альбома
Первый тур в поддержку альбома начался 26 ноября 2011 в миланском Mediolanum Forum (в Ассаго). Всего же в рамках  Solo tour 2.0 Марко дал семь концертов на крупнейших площадках Италии.
Весной 2012 тур возобновился, но кардинально  изменилось как место, так и само действие. Тур со стадионов переехал в театры, также впервые в концертах Марко Менгони был задействовал саксофон. Идея театрального тура принадлежит известной итальянской певице Элизе и её спутнику Андреа.

### Сет-лист (2012)
- Intro (Monologo)
- Tonight
- Credimi ancora
- Questa notte
- Solo
- Can’t Help Falling In Love (cover Elvis Prestley)
- Stanco
- Dall’Inferno
- Searching
- L’equilibrista
- Medley: Solo bolero, Innuendo (cover Queen), Psycho Killer
- Tanto il resto cambia
- In viaggio verso me
- Mangialanima
- La guerra
- Medley Motown: Signed Sealed Delivered, Beware, Sunny, Move Over, Nutbush
- Un finale diverso
- Rehab (cover Amy Winehouse)
- The Fool On The Hill
- The Swtich
- Dove si vola
- Come ti senti
- Un giorno qualunque
- Uranio 22

## Чарты
| Чарт (2011)   | Максимальная позиция |
| ------------- | -------------------- |
| FIMI (Италия) | 1                    |

### Сертификация
| Страна        | Сертификация | Продажи |
| ------------- | ------------ | ------- |
| FIMI (Италия) | Золото       | 30 000+ |